# Toni Šunjić
Toni Šunjić (Mostar, 15 de diciembre de 1988) es un futbolista bosnio que juega en la demarcación de defensa para el H. Š. K. Zrinjski Mostar de la Liga Premier de Bosnia y Herzegovina.

## Biografía
En 2007 con 19 años de edad debutó como futbolista con el HŠK Zrinjski Mostar tras subir del filial. En la temporada de su debut ganó la Copa de Bosnia y Herzegovina, y justo un año después la Premijer Liga. En 2010 salió en calidad de cedido al KV Cortrique de Bélgica. Tras volver al HŠK Zrinjski Mostar por un año fichó por el FC Zarya Lugansk ucraniano. Posteriormente jugó para el FC Kubán Krasnodar. En 2015, el VfB Stuttgart se hizo con sus servicios para reforzar la defensa.

## Selección nacional
Hizo su debut con la selección de fútbol de Bosnia-Herzegovina el 15 de agosto de 2012 contra Gales en Llanelli.
Luego de ser incluido en la lista preliminar de 24 jugadores en mayo de 2014, Šunjić fue confirmado el 2 de junio en la lista final de 23 que representarán a Bosnia y Herzegovina en la Copa Mundial de Fútbol de 2014.

### Participaciones en Copas del Mundo
| Mundial                        | Sede   | Resultado      |
| ------------------------------ | ------ | -------------- |
| Copa Mundial de Fútbol de 2014 | Brasil | Fase de grupos |

## Clubes
| Club                     | País                 | Año       | Partidos | Goles |
| ------------------------ | -------------------- | --------- | -------- | ----- |
| H. Š. K. Zrinjski Mostar | Bosnia y Herzegovina | 2007-2010 | 75       | 5     |
| K. V. Cortrique (cedido) | Bélgica              | 2010-2011 | 16       | 0     |
| H. Š. K. Zrinjski Mostar | Bosnia y Herzegovina | 2011-2012 | 7        | 0     |
| F. C. Zarya Lugansk      | Ucrania              | 2012-2014 | 64       | 0     |
| F. C. Kubán Krasnodar    | Rusia                | 2014-2015 | 28       | 1     |
| VfB Stuttgart            | Alemania             | 2015-2017 | 34       | 4     |
| U. S. Palermo (cedido)   | Italia               | 2017      | 7        | 0     |
| F. C. Dinamo Moscú       | Rusia                | 2017-2020 | 79       | 5     |
| Beijing Sinobo Guoan     | China                | 2020      | 0        | 0     |
| Henan F. C.              | China                | 2020-2023 | 77       | 1     |
| H. Š. K. Zrinjski Mostar | Bosnia y Herzegovina | 2024-     | 34       | 1     |

## Palmarés

### Campeonatos nacionales
| Título                               | Club                     | País               | Año  |
| ------------------------------------ | ------------------------ | ------------------ | ---- |
| Copa de Bosnia y Herzegovina         | H. Š. K. Zrinjski Mostar | Bosnia-Herzegovina | 2008 |
| Liga Premier de Bosnia y Herzegovina | H. Š. K. Zrinjski Mostar | Bosnia-Herzegovina | 2009 |
| Copa de Bosnia y Herzegovina         | H. Š. K. Zrinjski Mostar | Bosnia-Herzegovina | 2024 |
| Supercopa de Bosnia y Herzegovina    | H. Š. K. Zrinjski Mostar | Bosnia-Herzegovina | 2024 |
| Liga Premier de Bosnia y Herzegovina | H. Š. K. Zrinjski Mostar | Bosnia-Herzegovina | 2025 |